# Welschnofen
Welschnofen (wł. Nova Levante) – miejscowość i gmina we Włoszech, w regionie Trydent-Górna Adyga, w prowincji Bolzano.
Liczba mieszkańców gminy wynosiła 1922 (dane z roku 2009). Język niemiecki jest językiem ojczystym dla 96,19%, włoski dla 3,45%, a ladyński dla 0,36% mieszkańców (2001).